# Rząd Edgara Savisaara
Rząd Edgara Savisaara – funkcjonujący od 3 kwietnia 1990 do 30 stycznia 1992.

## Skład rządu
| funkcja                                                       | minister          | okres urzędowania | okres urzędowania |
| funkcja                                                       | minister          | od                | do                |
| ------------------------------------------------------------- | ----------------- | ----------------- | ----------------- |
| Premier                                                       | Edgar Savisaar    | 3 kwietnia 1990   | 30 stycznia 1992  |
| Minister środowiska                                           | Toomas Frey       | 3 kwietnia 1990   | 13 lutego 1991    |
| Minister środowiska                                           | Tõnis Kaasik      | 13 lutego 1991    | 30 stycznia 1992  |
| Minister sprawiedliwości                                      | Jüri Raidla       | 19 kwietnia 1990  | 30 stycznia 1992  |
| Minister handlu                                               | Ants Laos         | 3 kwietnia 1990   | 31 grudnia 1991   |
| Minister handlu                                               | Aleksander Sikkal | 1 stycznia 1992   | 30 stycznia 1992  |
| Minister edukacji                                             | Rein Loik         | 3 kwietnia 1990   | 30 stycznia 1992  |
| Minister budownictwa                                          | Gennadi Golubkov  | 11 kwietnia 1990  | 30 stycznia 1992  |
| Minister spraw zagranicznych                                  | Lennart Meri      | 11 kwietnia 1990  | 30 stycznia 1992  |
| Minister finansów                                             | Rein Miller       | 7 maja 1990       | 30 stycznia 1992  |
| Minister rolnictwa                                            | Vello Lind        | 7 maja 1990       | 13 lutego 1991    |
| Minister rolnictwa                                            | Harry Õunapuu     | 13 lutego 1991    | 30 stycznia 1992  |
| Minister komunikacji                                          | Toomas Sõmera     | 3 kwietnia 1990   | 20 czerwca 1991   |
| Minister kultury                                              | Lepo Sumera       | 10 kwietnia 1990  | 30 stycznia 1992  |
| Minister spraw społecznych (przemianowany na pracy)           | Arvo Kuddo        | 17 kwietnia 1990  | 30 stycznia 1992  |
| Minister opieki społecznej                                    | Siiri Oviir       | 25 kwietnia 1990  | 30 stycznia 1992  |
| Minister gospodarki                                           | Jaak Leimann      | 11 kwietnia 1990  | 30 stycznia 1992  |
| Minister zasobów materialnych (zniesione)                     | Aleksander Sikkal | 17 kwietnia 1990  | 31 grudnia 1991   |
| Minister spraw wewnętrznych                                   | Olev Laanjärv     | 17 kwietnia 1990  | 30 stycznia 1992  |
| Minister transportu (przemianowany na transportu i łączności) | Tiit Vähi         | 3 kwietnia 1990   | 30 stycznia 1992  |
| Minister przemysłu i energii                                  | Jaak Tamm         | 25 kwietnia 1990  | 12 grudnia 1991   |
| Minister zdrowia                                              | Andres Ellamaa    | 10 kwietnia 1990  | 30 stycznia 1992  |
| Minister bez teki                                             | Raivo Vare        | 17 kwietnia 1990  | 30 stycznia 1992  |
| Minister bez teki                                             | Endel Lippmaa     | 11 kwietnia 1990  | 29 listopada 1991 |
| Minister bez teki                                             | Artur Kuznetsov   | 24 kwietnia 1990  | 29 listopada 1991 |